# Leichtathletik-Weltmeisterschaften 2009/Teilnehmer (Niger)
| Gelbes Symbol für Goldmedaillen mit stilisierten Olympischen Ringen | Graues Symbol für Silbermedaillen mit stilisierten Olympischen Ringen | Braundes Symbol für Bronzemedaillen mit stilisierten Olympischen Ringen |
| ------------------------------------------------------------------- | --------------------------------------------------------------------- | ----------------------------------------------------------------------- |
| —                                                                   | —                                                                     | —                                                                       |

Der nigrische Leichtathletik-Verband des stellte einen Athleten bei den Leichtathletik-Weltmeisterschaften 2009 in Berlin.

## Ergebnisse

### Männer

#### Laufdisziplinen
| Athlet         | Disziplin | Vorlauf    | Vorlauf | Halbfinale         | Halbfinale         | Finale             | Finale             |
| Athlet         | Disziplin | Zeit       | Platz   | Zeit               | Platz              | Zeit               | Platz              |
| -------------- | --------- | ---------- | ------- | ------------------ | ------------------ | ------------------ | ------------------ |
| Moumouni Kimba | 400 m     | 50,93 s PB | 47      | nicht qualifiziert | nicht qualifiziert | nicht qualifiziert | nicht qualifiziert |